# Moetazilisme
Het moetazilisme (ook mutazilisme, mu`tazilisme of mu’tazila) (Arabisch: المعتزلة) is een denkrichting in de islam die zich rond de 8e eeuw in Bagdad en Basra ontwikkelde. Het onderscheidende kenmerk van het moetazilisme is dat het de combinatie van islamitische leerstellingen met rationalisme benadrukt. Ze staan erom bekend dat ze prioriteit geven aan de rol van de rede bij de interpretatie van de belangrijkste religieuze teksten in de islam, zoals de Koran en de Hadith.
Deze leer bereikte zijn hoogtepunt in de 8e tot 10e eeuw, dankzij de steun van verschillende Abbasidische kaliefen, vooral tijdens het leiderschap van kalief Al-Ma'mun. De Moetazilieten speelden een rol bij de pogingen om Griekse teksten te vertalen en de Griekse filosofie in stand te houden, evenals bij wetenschappelijke activiteiten tijdens de gouden eeuw van de islam.
Zijn invloed werd echter zwakker naarmate de soennitische invloed aan het einde van de Boejiden-periode sterker werd en naarmate de invloed van de Seltsjoeken-dynastie sterker werd, die de soennitische orthodoxie ondersteunde.

## Geschiedenis
Aan het einde van de 8e eeuw leek de wetgevende macht uit de vingers van de kalief te glippen door een toenemende invloed van de oelema. Verschillende kaliefen zochten dan ook naar een mogelijkheid om hun heerschappij niet op te hoeven geven. Kalief Al-Ma'mun maakte de stroming van de moetazilieten de staatsdoctrine. De moetazilieten maakten zo de dienst uit aan het Abbasidische hof tussen 818 en 851. Het zou mogelijk zijn dat de voorkeur voor deze stroming van de kaliefen op dat moment samenhing met het feit dat de moetazilieten slechts de Koran als basis gebruikten voor het recht en zich niet gebonden voelden aan de Hadithverzamelingen of aan het werk van de oelema. Hierdoor bleef er ruimte voor een eigenmachtige wetgeving door de kalief. Vanaf 851 is daar geen sprake meer van en speelt de kalief Abbasid geen rol meer bij het vaststellen wat islam en wat sharia is.
De moetazilitische geleerden richtten zich op het vertalen van verschillende werken uit het Grieks. Aanvankelijk beperkt zich dat tot het vertalen van praktische werken, zoals de traktaten van Galenus, kruidenboeken, sterrenkundige boeken van Ptolemaeus, maar al spoedig begon men op grote schaal met het vertalen van de filosofische en logische werken van de Grieken. Daarbij waren ze met name geïnteresseerd in de Aristotelische filosofie, met name zijn logica en argumentatieleer. Daarnaast was er grote interesse in het werk van Plotinus dat aansloot bij bepaalde gnostische stromingen binnen de islam. De moetazilitische geleerden begonnen zo het primaat van de ratio vurig te verdedigen; waar voorheen de Koran een duidelijke richtlijn had geboden in goed en kwaad, vonden de moetazilieten dat de openbaring gelegitimeerd moest worden met rationele argumenten.
Met name Ibn Hanbal verzette zich tegen het moetazilisme. In de 9e eeuw ontstond een sterke tegenreactie op het moetazilisme door onder meer de school van de asharieten. Na 861 werden de moetazilieten vervolgd en werden ze niet meer als rechtsschool (Ar. madhhab) erkend. De asharieten werden dominant in de scholen van Safi, Hanafi en Maliki.
Vanaf de 19e eeuw heeft het wel weer de aandacht getrokken van soennitische theologen. De moetazilische stroming genoot daarnaast in de 19e eeuw grote sympathie van de westerse geleerden, omdat zij in de stroming de vrijdenkers van de islam meenden te herkennen. Het moetazilisme stelt dat de mens over een vrije wil beschikt en ook in andere opzichten herkenden de westerse geleerden hun eigen liberale opvattingen beter in de rationalistische theologie van de moetazilieten dan in de andere denkwijzen binnen de islam.

## Standpunten
De geschapenheid van de Koran is een van de meest markante punten van de theologie van het moetazilisme. Een ongeschapen Koran zou namelijk niet een afzonderlijke Goddelijke entiteit naast God zelf zijn. Vanuit deze aanname beredeneerde de moetazilitische school tot hun stellingname dat de bedoelingen en geboden van God afleidbaar zijn door middel van rationeel denken en onderzoek: omdat kennis wordt verkregen door de rede, is beredeneren "uiteindelijk beslissend" in het onderscheiden van goed van kwaad.
Daaruit concludeerden ze vervolgens dat de mens onafhankelijk van God redeneert en handelt en daar zelf verantwoordelijk voor is, daar moet hij dan later verantwoording over afleggen tegenover God.
Daar tegenover staat dat volgens de huidige soennitische Islam het geloven in een geschapen Koran een aantasting is van de unieke status van de Koran als  Woord van God. De kwestie hangt samen met de moetazilische opvattingen over de eenheid van God (Arabisch: tawhied); de moetazilieten duidden zichzelf dan ook aan als de lieden van de Eenheid (Arabisch: ahl al-tawhid). De Goddelijke attributen, zoals toegekend in de Koran, zouden volgens hen niets toevoegen aan de Goddelijke essentie van God. God en Zijn attributen, zo werd gesteld, zijn Eén. De Koran is daarentegen als recitaat of in gedrukte of geschreven vorm voor handen. Het moetazilisme ging hier voorbij aan het standpunt dat het Spreken Gods identiek zou zijn aan de Koran, het standpunt dat doorgaans binnen de islam wordt ingenomen. Ibadieten delen het standpunt dat de Koran op enig moment in de Schepping geschapen is met de moetazilieten.
Buiten het standpunt wat betreft de geschapen Koran verschilde het moetazilisme ook in andere kwesties, zoals deze heden ten dage in de islam gewoon zijn. Het ging hierbij om de vrije wil van de mens, de belofte van de paradijstuin of de hel, de tussenpositie van de zondaar en het bevelen het goede te doen en het afhouden van het kwade (zoals gesteld in soera Het Geslacht van Imraan 104).

## Invloed
De stroom van vertalingen van logische en filosofische werken had een diepgaande invloed op de ontwikkeling van de islamitische wetenschap. Niet alleen bij de moetazilieten, maar bij alle geleerden kunnen sporen hiervan worden teruggevonden. Ook diegenen die zich expliciet verzetten tegen de invloed van het vreemde gedachtegoed konden uiteindelijk niet ontkomen aan de eisen die de Griekse wetenschap aan de wetenschappelijke argumentatie en theorie stelde. Begrippen werden zorgvuldig gedefinieerd in plaats van ze lukraak te gebruiken. Niet iedereen was even gelukkig met deze invloed op de denkwijze van de islam, ook al zagen anderen voordelen in de strakke redeneerwijze.